# Saint-Sulpice-de-Faleyrens
Saint-Sulpice-de-Faleyrens é uma comuna francesa na região administrativa da Nova Aquitânia, no departamento da Gironda. Estende-se por uma área de 18,12 km². Em 2010 a comuna tinha 1 360 habitantes (densidade: 75,1 hab./km²).